# Iselma tibialis
Iselma tibialis es una especie de coleóptero de la familia Meloidae.

## Distribución geográfica
Habita en el este de África.